# Tom Wheeler
Thomas Edgar Wheeler, dit Tom Wheeler (né le 5 avril 1946) est un homme d'affaires et homme politique américain (du Parti démocrate). 
Il est le 31e président de la FCC (Commission fédérale des communications),. Il a été nommé à ce poste par le président Barack Obama et confirmé (à l'unanimité) par le Sénat américain en novembre 2013 comme 31e président. Avant d'être à la tête de la FCC, Wheeler a travaillé en tant que capital-risqueur et lobbyiste pour l'industrie du câble/Télécom et l'industrie de la téléphonie et des réseaux sans-fil, industries que la FCC est chargée de réguler et réglementer (ce qui l'a mis en situation de risques de conflit d'intérêts) ; Il a occupé des postes tels que président de la National Cable & Telecommunications Association (NCTA) et de PDG de l' Association des télécommunications cellulaires et Internet (CTIA). Il a vécu la révolution numérique dans le domaine des télécommunications, à la fois comme expert, politicien, avocat et homme d'affaires ayant lancé ou aidé à démarrer plusieurs entreprises offrant des services de communication par câble, sans fil et vidéo.
Suivant la tradition pour un président de la FCC, Wheeler a démissionné de son siège quand l'administration Trump a commencé (le 20 janvier 2017) à remplacer l'ancienne administration Obama ; il a été remplacé par Ajit Pai,.

## Biographie
Wheeler est né le 5 avril 1946 à Redlands, en Californie. 
Il fréquente l'université d'État de l'Ohio. 
De 1969 à 1976, il dirige le groupe commercial Grocery Manufacturers of America (depuis renommé Consumer Brands Association). Il a ensuite travaillé 8 ans à la NCTA (National Cable & Telecommunications Association, devenue depuis The Internet & Television Association), de 1976 à 1984, devenant président de son groupe Commerce, en 1979. Pendant un an jusqu'à sa fermeture, Wheeler a été président du réseau NABU (une sorte de système informatique précurseur d'Internet, mais fonctionnant sur la télévision câblée, qui a fonctionné de 1982 à 1985, principalement à Ottawa, au Canada, sans succès commercial). Il a ensuite plusieurs années à créer ou à diriger plusieurs startups technologiques.
En 1992, il devient PDG de la CTIA (Cellular Telecommunications & Internet Association), et le reste jusqu'en 2004.

À partir de 2005, Wheeler est entrepreneur et Directeur de la technologie chez Core Capital Partners,.
Malgré une lettre écrite par plusieurs anciens hauts fonctionnaires de l'administration Obama approuvant Wheeler comme chef de la Commission fédérale des communications, de nombreuses personnes (dont dans le journal Times) ont exprimé leurs inquiétudes quant à cette nomination en raison de son passé de lobbyiste pour l'industrie que la Commission et chargée de contrôler, ce qui le place en situation de conflit d'intérêts.

## Notoriété, récompenses, pouvoir d'influence
Le magazine Cablevision a nommé Wheeler l'une des 20 personnes les plus influentes de son histoire lors du 20e anniversaire du câble en 1995.
10 ans plus tôt, en remerciement de son travail de lobbyiste servant la promotion de l'industrie du sans fil, Wheeler est intronisé au Wireless Hall of Fame en 2003. En 2009, il est intronisé au Wireless Hall of Fame, l’une des plus grandes distinctions de l’industrie du sans-fil, pour son travail de promotion de la croissance et de la prospérité de l'industrie de la télévision par câble et de ses parties prenantes. 
Il est la seule personne à avoir été honorifiquement sélectionnée à la fois au Cable Television Hall of Fame et au Wireless Hall of Fame, ce qui a fait dire de lui par le président Obama, plaisantant, qu'il est «le Bo Jackson des Telecoms»,. 

## Opinions politiques
Il soutient Barack Obama lors de l'élection présidentielle américaine de 2008. Durant la campagne, Wheeler a passé six semaines dans l'Iowa pour aider ses efforts de campagne et a continué à collecter plus de 500 000 $ US en faveur du candidat démocrate,.

## Point de vue sur la neutralité du Net
Fin avril 2014, la divulgation de documents laissant penser que la FCC, sous la présidence de Wheeler envisageait de produire des règles enfreignant les principes de neutralité du net en permettant un débit plus rapide aux entreprises et internautes le payant, que ce soit via le câble, la fibre ou le sans-fil
Ce projet a suscité une vive réaction de la part des activistes, de la presse grand public et de certains autres commissaires de la FCC,. En mai 2014, plus de 100 sociétés de l'Internet dont les GAFAM ont signé une lettre à Wheeler exprimant leur désaccord avec ses projets, affirmant qu'ils représentaient une «menace grave pour Internet», faisant même réagir Wall-Street.
Le 15 mai 2014, la loi  "Internet fast lane"  (« voie rapide de l'Internet ») a été votée à 3 contre 2 puis soumise à  un débat public qui s'est terminé en juillet 2014 .
En novembre 2014, le président Obama a dans un discours approuvé la classification des FAI en tant que services publics sous le titre II de la loi sur les communications de 1934 . Wheeler a déclaré en janvier 2015 que la FCC « allait proposer et présenter des règles qui disent qu'il n'y a pas de blocage, pas d'étranglement, pas de priorité payée » (lors du Consumer Electronics Show de Las Vegas).
Le 31 janvier 2015, l'Associated Press rapportait que la FCC présenterait la notion d'application ("avec quelques réserves") du titre II (transporteur public) de la loi sur les (télé)communications de 1934  lors d'un vote prévu le 26 février 2015, qui reclasserait le service Internet en garantirait la neutralité du réseau aux États-Unis. Le 26 février 2015, la FCC s'est prononcée en faveur de la neutralité du Net en appliquant le titre II de la loi sur les communications de 1934 et l'article 706 de la loi sur les télécommunications de 1996 à Internet.
Les critiques de cette mesure d'égalité d'accès au net ont dit que Wheeler avait été indûment influencé par Barak Obama, et des journalistes et défenseurs d'un accès plus ou moins rapide selon le coût de l'abonnement ont exprimé leur inquiétude quant à l'influence potentielle de la Maison-Blanche dans l'élaboration des règles de la FCC, qui est supposée être une agence indépendante (inversement les détracteurs de la FCC lui reproche d'être largement et depuis longtemps acquise à l'industrie des télécommunications et du téléphone portable, ainsi qu'à leurs lobbies. En mars 2015, lors d'une audition par le comité de surveillance de la Chambre, des républicains ont révélé que Wheeler avait secrètement rencontré neuf fois les principaux collaborateurs de la Maison-Blanche lors de la formulation des nouvelles règles. Wheeler a répondu que les nouvelles règles n'avaient pas été discutées lors de ces réunions. Le président du comité lui a répondu qu'il en doutait.